# Буди-Ґоле
Буди-Ґоле (пол. Budy-Gole) — село в Польщі, у гміні Ходув Кольського повіту Великопольського воєводства.
Населення — 27 осіб (2011).
У 1975-1998 роках село належало до Конінського воєводства.

## Демографія
Демографічна структура станом на 31 березня 2011 року:
|          | Загалом | Допрацездатний вік | Працездатний вік | Постпрацездатний вік |
| -------- | ------- | ------------------ | ---------------- | -------------------- |
| Чоловіки | 13      | 3                  | 9                | 1                    |
| Жінки    | 14      | 2                  | 7                | 5                    |
| Разом    | 27      | 5                  | 16               | 6                    |